# Râul Șugău, Bicaz
Râul Șugău este un curs de apă, afluent al râului Bicaz. 

### Harți
- Gyilkos-tó és környéke - Dimap, Budapest
- Harta Munții Hășmaș  Arhivat în 26 iunie 2008, la Wayback Machine.